# Zhang Shiming
Zhang Shiming (chinesisch 张世明; * 6. Mai 1922 in Zongyang, Anhui; † 18. Februar 2018 in Peking) war ein chinesischer Politiker der Demokratischen Partei der Bauern und Arbeiter Chinas, der unter anderem von 1983 bis 2003 Mitglied des Nationalkomitees der Politischen Konsultativkonferenz des chinesischen Volkes (PKKCV) sowie zwischen 1988 und 1998 Mitglied des Ständigen Ausschusses des Nationalen Volkskongresses war.

## Leben
Zhang Shiming begann nach dem Schulbesuch ein Studium an der Fakultät für Maschinenbau der Tongji-Universität und schloss dieses 1947 ab. Zugleich wurde er 1947 Mitglied der Demokratischen Partei der Bauern und Arbeiter Chinas. Nach Abschluss seines Studiums begann er seine berufliche Laufbahn als stellvertretender Leiter des Arbeitsamtes von Nanjing und war später zwischen 1955 und 1965 Vize-Vorsitzender des Allchinesischen Jugendbundes in der Provinz Jiangsu. Zu Beginn der 1980er wurde er Vize-Vorsitzender des Stadtkomitees der Politischen Konsultativkonferenz des chinesischen Volkes (PKKCV) von Nanjing sowie später Vize-Vorsitzender des Ständigen Ausschusses des Volkskongresses der Stadt. Daneben war er Vorsitzender der Demokratischen Partei der Bauern und Arbeiter Chinas von Nanjing.
1983 wurde Zhang erstmals Mitglied des Nationalkomitees der Politischen Konsultativkonferenz des chinesischen Volkes (PKKCV), ein beratendes Gremium im Staatsapparat der Volksrepublik China, das sowohl aus Mitgliedern der KPCh wie aus Nichtparteimitgliedern oder Mitgliedern anderer Parteien, den sogenannten „Acht Demokratischen Parteien und Gruppen“, besteht. Er gehörte diesem Gremium in der sechsten, siebten, achten und neunten Legislaturperiode zwanzig Jahre lang bis 2003 an. Auf dem IX. Nationaltreffen 1983 übernahm er zudem die Funktion als Vize-Vorsitzender des Ständigen Ausschusses des Zentralkomitees (ZK) der Demokratischen Partei der Bauern und Arbeiter Chinas und behielt diese Funktion nach seinen Bestätigungen auf dem X. Nationaltreffen 1988, XI. Nationaltreffen 1992 und XII. Nationaltreffen 1997 bis zum XIII. Nationaltreffen 2002. Er war damit Stellvertreter der damaligen Parteivorsitzenden Ji Fang (1958–1987), Zhou Gucheng (1987–1988), Lu Jiaxi (1988–1997) und Jiang Zhenghua (1997–2007).
1988 wurde Zhang Shiming außerdem Mitglied des Ständigen Ausschusses des Nationalen Volkskongresses und gehörte diesem Gremium nach seiner Wiederwahl 1993 in der siebten und achten Legislaturperiode bis 1998 an.